# 青いドレスの女
『青いドレスの女』（あおいドレスのおんな、Devil in a Blue Dress）は1995年のアメリカ合衆国のミステリ映画。
監督はカール・フランクリン、出演はデンゼル・ワシントンとトム・サイズモアなど。
ミステリー作家ウォルター・モズリイの初長編小説で、黒人探偵「イージー・ローリンズ」シリーズの第1作『ブルー・ドレスの女』を映画化した作品である。
1995年9月に開催された第20回トロント国際映画祭のクロージング作品に選ばれた。

## ストーリー
1948年のロサンゼルス。堅実で真面目だが失業中の黒人労働者イージー・ローリンズは、いきつけのバーの経営者で友人のジョッピーに白人男オルブライトを紹介される。イージーはオルブライトに市長選を降りた富豪カーターの婚約者で失踪中の白人女ダフネを探すよう依頼される。危険な臭いを感じつつも、手に入れたばかりのマイホームのローンを返済するために、イージーは依頼を受ける。
ダフネの行方を追い始めたイージーに、当のダフネから会いたいと連絡が来る。しかし、ダフネに言われるままに彼女を連れて行った先で2人は白人男の死体を発見、イージーが目を離した隙にダフネは車に乗って姿を消す。
自分が殺人犯に仕立て上げられる危険を感じたイージーはカーターに会いにいくが、カーターはオルブライトなど知らないと言う。ダフネを探しているのはカーターの対立候補であるテレルだと気づいたイージーは、万が一に備えて古くからの友人マウスを呼び出し、彼の協力の下、真相を突き止めようとする。
イージーにダフネに関する情報を教えた後に何者かによって殺されたコレッタが、ダフネから預かっていた写真を手に入れたイージーは、テレルが養子にした少年たちを性愛の対象としていることを知る。この証拠写真をダフネが手に入れたことが事件の発端であり、さらにダフネが実は黒人との混血であり、そのことがカーターの家族に知られ、その反対によってカーターの前から姿を消したのだ。
オルブライトらに捕らえられたダフネを激しい銃撃戦の末に救い出したイージーは彼女をカーターのもとに連れて行き、事件の後始末をカーターに頼む。ダフネはその後、再び姿を消す。
イージーは、今回の件で手に入れた金を元手に探偵業を始めることにする。

## 登場人物
エゼキエル（イージー）・ローリンズ
演 - デンゼル・ワシントン、日本語吹替 - 山寺宏一
失業中の黒人労働者。堅実で真面目な性格で、周囲からも慕われており、マイホームの購入に際しては白人のようにローンを組めた。
ドウィット・オルブライト
演 - トム・サイズモア、日本語吹替 - 大塚明夫
富豪カーターの婚約者ダフネを探す仕事をイージーに依頼した謎めいた男。凶暴な性格。
ダフネ・モネ
演 - ジェニファー・ビールス、日本語吹替 - 日野由利加
富豪カーターの婚約者。
マウス・アレクサンダー
演 - ドン・チードル、日本語吹替 - 江原正士
イージーの古くからの友人。短気ですぐに銃撃する危ない男。
マシュー・テレル
演 - モーリー・チェイキン、日本語吹替 - 島香裕
市長候補。カーターの対立候補。
トッド・カーター
演 - テリー・キニー、日本語吹替 - 有本欽隆
富豪。婚約者のダフネが失踪した後に市長選を降りた。
ジョッピー
演 - メル・ウィンクラー、日本語吹替 - チョー
イージーの友人でバーの経営者。オルブライトにイージーを紹介する。
ディーガン・オデル
演 - アルバート・ホール、日本語吹替 - 中博史
イージーの親友。
コレッタ・ジェームズ
演 - リサ・ニコル・カールソン、日本語吹替 - 磯辺万沙子
イージーの友人デュプリーの恋人。ダフネの親友で、彼女に関する情報をイージーに教えた後に何者かによって殺される。
デュプリー・ブロチャード
演 - ジャーナード・バークス
イージーの友人。コレッタの恋人。
- その他の声の吹き替え：安西正弘／宝亀克寿／星野充昭／福田信昭／手塚秀彰／天田益男／寺内よりえ／深水由美／増田ゆき／増子倭文江／鳥畑洋人／小野英昭

※「吹替」はDVD版の日本語吹き替え

## 作品の評価

### 映画批評家によるレビュー
Rotten Tomatoesによれば、批評家の一致した見解は「ユーモア、キャラクターの面白さ、そして細部へのこだわりによって、スタイリッシュな『青いドレスの女』は平均以上のノワール作品に仕上がっている。」であり、60件の評論のうち高評価は88%にあたる53件で、平均点は10点満点中7.30点となっている。
Metacriticによれば、21件の評論のうち、高評価は15件、賛否混在は6件、低評価はなく、平均点は100点満点中78点となっている。

### 受賞・ノミネート
- 第21回ロサンゼルス映画批評家協会賞 助演男優賞（ドン・チードル）受賞
- 第30回全米映画批評家協会賞（英語版） 助演男優賞（ドン・チードル）・撮影賞（タク・フジモト）受賞
- 第2回全米映画俳優組合賞助演男優賞（ドン・チードル）ノミネート